# Didier Deschamps
Didier Claude Deschamps (Bayona, Nueva Aquitania, 15 de octubre de 1968) es un exfutbolista y entrenador de futbol francés. Desde el 8 de julio de 2012 es el seleccionador nacional de Francia.
En su etapa como jugador, ocupaba la posición de mediocentro defensivo. Desarrolló la mayor parte de su carrera entre el Olympique de Marsella y la Juventus de Turín, con los que se proclamó campeón de Europa en 1993 y 1996 respectivamente. Su último club como futbolista fue el Valencia C.F., con el que fue finalista de la Liga de Campeones en 2001.
Fue internacional absoluto con la selección francesa (1989–2000) en 103 partidos y capitaneó a la «Francia del doblete», campeona del Mundial de Francia 1998 y de la Eurocopa 2000.
Es sólo la tercera persona en la historia del fútbol en lograr al menos un Campeonato del Mundo como jugador (Mundial de Francia 1998), y como técnico (Mundial de Rusia 2018). También es el segundo seleccionador con más victorias en la Copa Mundial de la FIFA con 14, a dos del récord del alemán Helmut Schön.

## Trayectoria

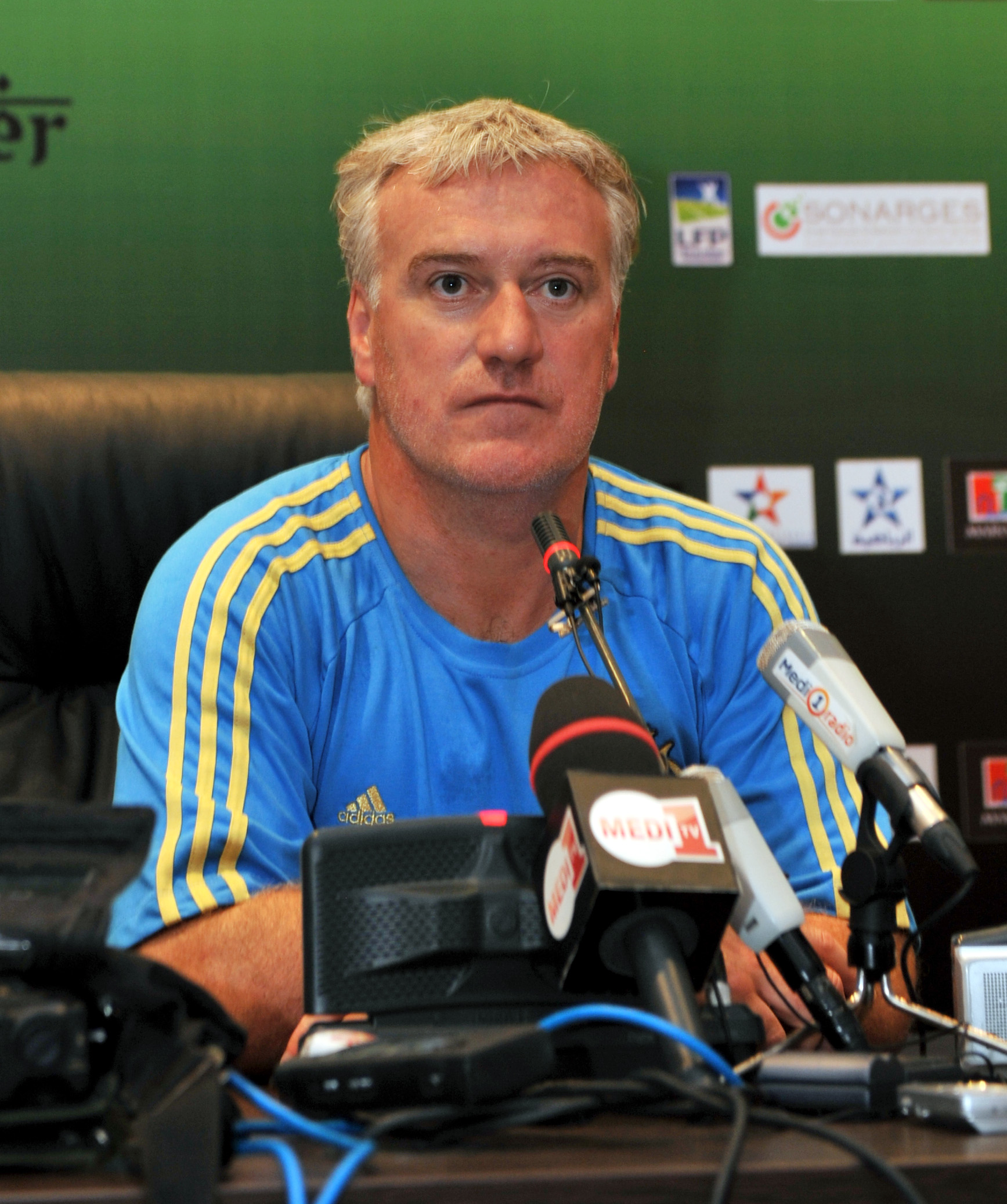
Didier Deschamps, en su etapa como entrenador del Olympique de Marsella (2011)

### Como jugador
Deschamps tuvo al principio una corta carrera como jugador de rugby, pero comenzó su carrera de futbolista amateur en el Aviron Bayona, su potencia fue rápidamente avistado por los ojeadores del FC Nantes que lo incorporaron en el año 1983, debutó en la liga francesa el año 1985.
Tras cuatro temporadas en el Nantes, Deschamps fichó por el Olympique de Marseille, donde estuvo una temporada, fichando a la siguiente por el Girondins de Bordeaux. Regresó al Marsella la temporada siguiente, y Deschamps se convirtió en el líder del equipo marsellés, siendo una de las principales claves del título del Olympique en la UEFA Champions League de la temporada 1992-93. Estaba bastante claro que el destino de Deschamps era el de recalar tarde o temprano en algún grande de Europa, y así fue.
En 1994, Deschamps se unió a la Juventus F.C., y allí vivió una de sus mejores etapas como futbolista, ganando tres Scudettos, una Copa de Italia, dos Supercopas de Italia, su segunda Champions League y una Copa Intercontinental.
Tras cinco temporadas con los bianconeri, Deschamps se marchó al Chelsea inglés, allí jugó una temporada. ganando una FA Cup. Finalizó su carrera futbolística en la Liga española, jugando la temporada 2000-01 en el Valencia CF, aunque Deschamps no llegó a triunfar en el club español, principalmente por problemas de adaptación y lesiones. En verano de 2001, Deschamps decidió colgar las botas, contando con sólo 32 años, para iniciar su carrera como entrenador.

#### Selección nacional
En la selección francesa es el sexto jugador con más partidos (103) después de Thuram (142), Thierry Henry (123), Marcel Desailly (116), Zinedine Zidane (108) y Patrick Vieira (107). Ha conseguido varios torneos y logró anotar 4 goles en su selección.
Ganó la Copa Mundial de Fútbol de 1998, en que Francia era local, al lado de varios jugadores como Lilian Thuram, Zinedine Zidane, Fabien Barthez, Marcel Desailly, Patrick Vieira, David Trezeguet y Thierry Henry, entre otros, ganándole al aquel entonces tetracampeón Brasil.

### Como entrenador
AS Mónaco
Nada más retirarse, se convirtió en entrenador del AS Monaco. Estuvo en el cargo cinco años, siendo subcampeón de la Ligue 1 2002-03, ganando la Copa de la Liga de Francia en 2003 y llegando a la final de la Liga de Campeones en 2004, pero su rival, el FC Porto de José Mourinho, le endosó un 3-0. Dimitió en septiembre de 2005, tras un mal arranque de temporada.
Juventus de Turín
En 2006, comenzó a entrenar a su ex equipo, la Juventus F.C., tras el escándalo de corrupción que lo había condenado al descenso y a una sanción extra de 9 puntos. A pesar de la complicada situación, llevó al equipo transalpino a ser campeón de la Serie B, logrando así el ascenso. Sin embargo, abandonó el club al concluir la temporada.
Olympique de Marsella
El 5 de mayo de 2009, la web oficial del Olympique de Marseille anunciaba que Deschamps sucedería a Eric Gerets al frente del equipo.
En su primera temporada, hizo que el Marsella se proclamara campeón de la Ligue 1, título que no lograba desde hacía 18 años, y también ganó la Copa de la Liga. En la temporada 2010-11, el Olympique fue subcampeón de Liga y revalidó la Copa de la Liga. El 2 de julio de 2012, se anunció que abandonaba el banquillo marsellés, después de una floja temporada donde terminó en 10.º puesto en la Ligue 1 (aunque ganó su tercera Copa de la Liga consecutiva).
Selección francesa
Actualmente, desde julio de 2012, dirige a la selección de Francia. Consiguió la clasificación para el Mundial de Brasil en la repesca al vencer a Ucrania (resultado global de 3-2) y renovó su contrato hasta la finalización de la Eurocopa 2016. En el Mundial, les bleus llegaron a los cuartos de final, donde fueron eliminados por Alemania, futura campeona del torneo (0:1). El 12 de febrero de 2015, renovó su contrato con la Federación Francesa de Fútbol hasta 2018. En la Eurocopa 2016, donde Francia era el anfitrión, resultó subcampeón al perder la final (0:1) contra Portugal. Posteriormente, se convirtió en el seleccionador francés con más victorias, antes de clasificar a su equipo para la Copa Mundial de Fútbol de 2018 y de renovar su contrato por dos años más. En el Mundial de Rusia 2018 logró ganar el segundo título de la historia de la selección francesa al vencer por 4-2 a Croacia en la final, 20 años después de su primera estrella en 1998. Posteriormente, en 2021, también se proclamó campeón de la Liga de las Naciones. El 7 de enero de 2023, unas semanas después de perder la final del Mundial de Catar 2022, firmó un nuevo contrato como seleccionador francés hasta junio de 2026. Dos años después, en enero de 2025, confirmó que dejaría el cargo después del Mundial de 2026.

## Vida personal
Deschamps se casó con Claude Antoinette en 1989. Juntos tienen un hijo, Dylan, que nació en 1996. Fue criado como católico. El hermano de Deschamps, Philippe, murió en un accidente aéreo cuando Deschamps tenía 19 años, lo que, según él, "ha marcado [su] vida".
Es primo hermano de la tenista profesional retirada y finalista de Wimbledon 1998, Nathalie Tauziat.

## Selección nacional

### Participaciones en fases finales
| Torneo                         | Sede                   | Resultado    | PJ | G | A |
| ------------------------------ | ---------------------- | ------------ | -- | - | - |
| Eurocopa 1992                  | Suecia                 | Primera fase | 3  | 0 | 0 |
| Eurocopa 1996                  | Inglaterra             | Semifinales  | 5  | 0 | 0 |
| Copa Mundial de Fútbol de 1998 | Francia                | Campeón      | 7  | 0 | 0 |
| Eurocopa 2000                  | Bélgica y Países Bajos | Campeón      | 6  | 0 | 0 |
| Total                          | Total                  | Total        | 21 | 0 | 0 |

### Entrenador
| Torneo                         | Sede     | Resultado        | J  | G  | E  | P | GF | GC | Dif |
| ------------------------------ | -------- | ---------------- | -- | -- | -- | - | -- | -- | --- |
| Copa Mundial de Fútbol de 2014 | Brasil   | Cuartos de final | 5  | 3  | 1  | 1 | 18 | 4  | +14 |
| Eurocopa 2016                  | Francia  | Subcampeón       | 7  | 5  | 1  | 1 | 13 | 5  | +8  |
| Copa Mundial de Fútbol de 2018 | Rusia    | Campeón          | 7  | 6  | 1  | 0 | 14 | 6  | +8  |
| Eurocopa 2020                  | Europa   | Octavos de final | 4  | 1  | 3  | 0 | 7  | 6  | +1  |
| Copa Mundial de Fútbol de 2022 | Catar    | Subcampeón       | 7  | 5  | 1  | 1 | 16 | 8  | +8  |
| Eurocopa 2024                  | Alemania | Semifinales      | 6  | 2  | 3  | 1 | 4  | 3  | +1  |
| Total                          | Total    | Total            | 36 | 22 | 10 | 4 | 64 | 31 | 33  |

## Clubes

### Como jugador
| Club                   | País       | Año         | Partidos | Goles |
| ---------------------- | ---------- | ----------- | -------- | ----- |
| Aviron Bayona          | Francia    | 1980 - 1983 | ¿?       | ¿?    |
| FC Nantes              | Francia    | 1983 - 1989 | 110      | 3     |
| Olympique de Marsella  | Francia    | 1989 - 1990 | 17       | 1     |
| Girondins de Bourdeaux | Francia    | 1990 - 1991 | 37       | 3     |
| Olympique de Marsella  | Francia    | 1991 - 1994 | 106      | 5     |
| Juventus               | Italia     | 1994 - 1999 | 166      | 4     |
| Chelsea                | Inglaterra | 1999 - 2000 | 41       | 1     |
| Valencia               | España     | 2000 - 2001 | 21       | 1     |

### Como entrenador
| Club                  | País    | Año           |
| --------------------- | ------- | ------------- |
| AS Mónaco             | Francia | 2001 - 2005   |
| Juventus FC           | Italia  | 2006-2007     |
| Olympique de Marsella | Francia | 2009-2012     |
| Selección de Francia  | Francia | 2012-presente |

## Estadísticas como entrenador

### Clubes
| Equipo                        | Div.         | Temporada    | Liga | Liga | Liga | Liga | Liga |    | Copa | Copa | Copa | Copa |    | Internacional | Internacional | Internacional | Internacional | Internacional |   | Otros | Otros | Otros | Otros |    | Totales     | Totales | Totales | Totales | Totales | Totales | Totales | Totales |
| Equipo                        | Div.         | Temporada    | PD   | G    | E    | P    | Pos. | PD | G    | E    | P    | PD   | G  | E             | P             | Pos.          | PD            | G             | E | P     | PD    | G     | E     | P  | Rendimiento | GF      | GC      | Dif.    |         |         |         |         |
| ----------------------------- | ------------ | ------------ | ---- | ---- | ---- | ---- | ---- | -- | ---- | ---- | ---- | ---- | -- | ------------- | ------------- | ------------- | ------------- | ------------- | - | ----- | ----- | ----- | ----- | -- | ----------- | ------- | ------- | ------- | ------- | ------- | ------- | ------- |
| AS Mónaco Francia             | 1.ª          | 2001-02      | 34   | 9    | 12   | 13   | 15.º | 7  | 5    | 1    | 1    | -    | -  | -             | -             | -             | -             | -             | - | -     | 41    | 14    | 13    | 14 | 44.72%      | 50      | 49      | +1      |         |         |         |         |
| AS Mónaco Francia             | 1.ª          | 2002-03      | 38   | 19   | 10   | 9    | 2.º  | 6  | 5    | 0    | 1    | -    | -  | -             | -             | -             | -             | -             | - | -     | 44    | 24    | 10    | 10 | 62.13%      | 80      | 37      | +43     |         |         |         |         |
| AS Mónaco Francia             | 1.ª          | 2003-04      | 38   | 21   | 12   | 5    | 3.º  | 5  | 2    | 1    | 2    | 13   | 6  | 3             | 4             | 2.º           | -             | -             | - | -     | 56    | 29    | 16    | 11 | 61.31%      | 92      | 53      | +39     |         |         |         |         |
| AS Mónaco Francia             | 1.ª          | 2004-05      | 38   | 15   | 18   | 5    | 3.º  | 9  | 7    | 0    | 2    | 10   | 6  | 0             | 4             | 1/8           | -             | -             | - | -     | 57    | 28    | 18    | 11 | 59.65%      | 89      | 49      | +40     |         |         |         |         |
| AS Mónaco Francia             | 1.ª          | 2005-06      | 7    | 2    | 1    | 4    | Inc. | -  | -    | -    | -    | 3    | 1  | 1             | 1             | Inc.          | -             | -             | - | -     | 10    | 3     | 2     | 5  | 36.67%      | 8       | 11      | -3      |         |         |         |         |
| AS Mónaco Francia             | Total        | Total        | 155  | 66   | 53   | 36   | -    | 27 | 19   | 2    | 6    | 26   | 13 | 4             | 9             | -             | -             | -             | - | -     | 208   | 98    | 59    | 51 | 56.58%      | 319     | 199     | +120    |         |         |         |         |
| Juventus · Italia             | 2.ª          | 2006-07      | 40   | 28   | 10   | 2    | Inc. | 3  | 2    | 1    | 0    | -    | -  | -             | -             | -             | -             | -             | - | -     | 43    | 30    | 11    | 2  | 78.3%       | 89      | 30      | +59     |         |         |         |         |
| Juventus · Italia             | Total        | Total        | 40   | 28   | 10   | 2    | -    | 3  | 2    | 1    | 0    | -    | -  | -             | -             | -             | -             | -             | - | -     | 43    | 30    | 11    | 2  | 78.3%       | 89      | 30      | +59     |         |         |         |         |
| Olympique de Marsella Francia | 1.ª          | 2009-10      | 38   | 23   | 9    | 6    | 1.º  | 6  | 5    | 0    | 1    | 10   | 4  | 2             | 4             | 1/8           | -             | -             | - | -     | 54    | 32    | 11    | 11 | 66.05%      | 100     | 59      | +41     |         |         |         |         |
| Olympique de Marsella Francia | 1.ª          | 2010-11      | 38   | 18   | 14   | 6    | 2.º  | 5  | 4    | 0    | 1    | 8    | 4  | 1             | 3             | 1/8           | 1             | 0             | 1 | 0     | 52    | 26    | 16    | 10 | 60.26%      | 82      | 48      | +34     |         |         |         |         |
| Olympique de Marsella Francia | 1.ª          | 2011-12      | 38   | 12   | 12   | 14   | 10.º | 8  | 7    | 0    | 1    | 10   | 4  | 1             | 5             | 1/4           | 1             | 1             | 0 | 0     | 57    | 24    | 13    | 20 | 49.71%      | 82      | 61      | +21     |         |         |         |         |
| Olympique de Marsella Francia | Total        | Total        | 114  | 53   | 35   | 26   | -    | 19 | 16   | 0    | 3    | 28   | 12 | 4             | 12            | -             | 2             | 1             | 1 | 0     | 163   | 82    | 40    | 41 | 58.49%      | 264     | 168     | +96     |         |         |         |         |
| Total clubes                  | Total clubes | Total clubes | 309  | 147  | 98   | 64   | -    | 49 | 37   | 3    | 9    | 54   | 25 | 8             | 21            | -             | 2             | 1             | 1 | 0     | 414   | 210   | 110   | 94 | 59.58%      | 672     | 397     | +275    |         |         |         |         |
| 1. 2. 3.                      |              |              |      |      |      |      |      |    |      |      |      |      |    |               |               |               |               |               |   |       |       |       |       |    |             |         |         |         |         |         |         |         |

### Selección
| Francia             | 2012-13             | -   | -   | -   | -  | -   | 8  | 5  | 2  | 1  | -  | -  | -  | -  | -   | 6  | 1  | 1  | 4  | 14  | 6   | 3   | 5   | 50%    | 18   | 14  | +4   |
| Francia             | 2013-14             | -   | -   | -   | -  | -   | 2  | 1  | 0  | 1  | 5  | 3  | 1  | 1  | 1/4 | 6  | 4  | 2  | 0  | 13  | 8   | 3   | 2   | 69.23% | 34   | 6   | +28  |
| Francia             | 2014-15             | -   | -   | -   | -  | -   | -  | -  | -  | -  | -  | -  | -  | -  | -   | 10 | 5  | 2  | 3  | 10  | 5   | 2   | 3   | 56.67% | 15   | 11  | +4   |
| Francia             | 2015-16             | -   | -   | -   | -  | -   | -  | -  | -  | -  | 7  | 5  | 1  | 1  | 2.º | 10 | 9  | 0  | 1  | 17  | 14  | 1   | 2   | 84.31% | 37   | 15  | +22  |
| Francia             | 2016-17             | -   | -   | -   | -  | -   | 10 | 7  | 2  | 1  | -  | -  | -  | -  | -   | 5  | 3  | 1  | 1  | 15  | 10  | 3   | 2   | 73.34% | 29   | 11  | +18  |
| Francia             | 2017-18             | -   | -   | -   | -  | -   | -  | -  | -  | -  | 7  | 6  | 1  | 0  | 1.º | 7  | 4  | 2  | 1  | 14  | 10  | 3   | 1   | 78.57% | 29   | 14  | +15  |
| Francia             | 2018-19             | 4   | 2   | 1   | 1  | 6.º | 10 | 8  | 1  | 1  | -  | -  | -  | -  | -   | 3  | 2  | 1  | 0  | 17  | 12  | 3   | 2   | 76.47% | 34   | 12  | +12  |
| Francia             | 2019-20             | -   | -   | -   | -  | -   | -  | -  | -  | -  | -  | -  | -  | -  | -   | 2  | 1  | 0  | 1  | 2   | 1   | 0   | 1   | 50%    | 7    | 3   | +4   |
| Francia             | 2020-21             | 8   | 7   | 1   | 0  | 1.º | 8  | 5  | 3  | 0  | 4  | 1  | 3  | 0  | 1/8 | 2  | 2  | 0  | 0  | 22  | 15  | 7   | 0   | 78.79% | 48   | 17  | +31  |
| Francia             | 2021-22             | -   | -   | -   | -  | -   | -  | -  | -  | -  | -  | -  | -  | -  | -   | 2  | 2  | 0  | 0  | 2   | 2   | 0   | 0   | 100%   | 7    | 1   | +6   |
| Francia             | 2022-23             | 6   | 1   | 2   | 3  | FG  | 2  | 2  | 0  | 0  | 7  | 5  | 1  | 1  | 2.º | 0  | 0  | 0  | 0  | 15  | 8   | 3   | 4   | 60%    | 26   | 15  | +11  |
| Francia             | 2023-24             | -   | -   | -   | -  | -   | 6  | 5  | 1  | 0  | 6  | 2  | 3  | 1  | 1/2 | 6  | 3  | 1  | 2  | 18  | 10  | 5   | 3   | 64.82% | 38   | 13  | +25  |
| Francia             | 2024-25             | 10  | 6   | 1   | 3  | 3.º | 0  | 0  | 0  | 0  | -  | -  | -  | -  | -   | 0  | 0  | 0  | 0  | 10  | 6   | 1   | 3   | 63.33% | 20   | 13  | +7   |
| Total selección     | Total selección     | 28  | 16  | 5   | 7  | -   | 46 | 33 | 9  | 4  | 36 | 22 | 10 | 4  | -   | 59 | 36 | 10 | 13 | 169 | 107 | 34  | 28  | 70.02% | 343  | 145 | +198 |
| Total en su carrera | Total en su carrera | 337 | 163 | 103 | 71 | -   | 95 | 70 | 12 | 13 | 90 | 47 | 18 | 25 | -   | 61 | 37 | 11 | 13 | 583 | 317 | 144 | 122 | 62.6%  | 1015 | 542 | +473 |

##### Estadísticas como seleccionador de Francia
| Torneo                          | PJ  | PG  | PE | PP | GF  | GC  | DF   | Pts | Mejor Resultado | Rendimiento |
| ------------------------------- | --- | --- | -- | -- | --- | --- | ---- | --- | --------------- | ----------- |
| Copa Mundial de Fútbol          | 19  | 14  | 3  | 2  | 40  | 17  | +23  | 45  | Campeón         | 78.94%      |
| Eurocopa                        | 17  | 8   | 7  | 2  | 24  | 14  | +10  | 31  | Subcampeón      | 60.79%      |
| Liga de las Naciones de la UEFA | 28  | 16  | 5  | 7  | 46  | 32  | +14  | 53  | Campeón         | 63.09%      |
| Clasificatorias Mundialistas    | 28  | 18  | 7  | 3  | 54  | 17  | +37  | 61  | Clasificado     | 72.62%      |
| Clasificatorias Eurocopa        | 18  | 15  | 2  | 1  | 54  | 9   | +45  | 47  | Clasificado     | 87.03%      |
| Amistosos                       | 59  | 36  | 10 | 13 | 125 | 56  | +69  | 118 | +36 PG          | 66.67%      |
| Total                           | 169 | 107 | 34 | 28 | 343 | 145 | +198 | 355 | 2 Títulos       | 70.02%      |

## Palmarés

### Como jugador

#### Títulos nacionales
| Título              | Club                   | País       | Año       |
| ------------------- | ---------------------- | ---------- | --------- |
| Ligue 1             | Olympique de Marseille | Francia    | 1989-90   |
| Ligue 1             | Olympique de Marseille | Francia    | 1991-92   |
| Serie A             | Juventus FC            | Italia     | 1994-95   |
| Copa Italia         | Juventus FC            | Italia     | 1994-95   |
| Supercopa de Italia | Juventus FC            | Italia     | 1995      |
| Serie A             | Juventus FC            | Italia     | 1996-97   |
| Serie A             | Juventus FC            | Italia     | 1997-98   |
| Supercopa de Italia | Juventus FC            | Italia     | 1997      |
| FA Cup              | Chelsea FC             | Inglaterra | 1999-2000 |

#### Títulos internacionales
| Título                       | Club (*)               | Sede                   | Año     |
| ---------------------------- | ---------------------- | ---------------------- | ------- |
| Liga de Campeones de la UEFA | Olympique de Marseille | Múnich                 | 1992-93 |
| Liga de Campeones de la UEFA | Juventus FC            | Roma                   | 1995-96 |
| Copa Intercontinental        | Juventus FC            | Tokio                  | 1996    |
| Supercopa de la UEFA         | Juventus FC            | Palermo                | 1996    |
| Copa Mundial de Fútbol       | Selección de Francia   | Francia                | 1998    |
| Eurocopa                     | Selección de Francia   | Bélgica y Países Bajos | 2000    |

(*) incluyendo la selección.

### Como entrenador

#### Títulos nacionales
| Título               | Club                  | Sede    | Año     |
| -------------------- | --------------------- | ------- | ------- |
| Copa de la Liga      | AS Mónaco             | Francia | 2002-03 |
| Serie B              | Juventus FC           | Italia  | 2006-07 |
| Ligue 1              | Olympique de Marsella | Francia | 2009-10 |
| Copa de la Liga      | Olympique de Marsella | Francia | 2009-10 |
| Copa de la Liga      | Olympique de Marsella | Francia | 2010-11 |
| Supercopa de Francia | Olympique de Marsella | Francia | 2010    |
| Copa de la Liga      | Olympique de Marsella | Francia | 2011-12 |
| Supercopa de Francia | Olympique de Marsella | Francia | 2011    |

#### Títulos internacionales
| Título                      | Club (*)             | Sede   | Año     |
| --------------------------- | -------------------- | ------ | ------- |
| Copa Mundial de Fútbol      | Selección de Francia | Rusia  | 2018    |
| Liga de Naciones de la UEFA | Selección de Francia | Italia | 2020-21 |

(*) incluyendo la selección

### Distinciones individuales

#### Como jugador
| Distinción                                                       | Año        |
| ---------------------------------------------------------------- | ---------- |
| Parte del Equipo del Torneo de la Eurocopa 1996                  | 1996       |
| Jugador francés joven del año, según France Football             | 1989, 1996 |
| Incluido en el FIFA 100 de Pelé                                  | 2004       |
| Incluido en el mejor XI de la historia del Olympique de Marsella | 2010       |

#### Como entrenador
| Distinción                       | Año        |
| -------------------------------- | ---------- |
| Entrenador francés del año       | 2003, 2010 |
| Entrenador del año de la Ligue 1 | 2004       |

### Distinciones honoríficas
| Distinción                      | Año  |
| ------------------------------- | ---- |
| Caballero de la Legión de Honor | 1998 |
| Oficial de la Legión de Honor   | 2018 |